# Nichkhun
Nichkhun Buck Horvejkul (em tailandês: นิชคุณ หรเวชกุล, Rancho Cucamonga, 24 de junho de 1988), mais conhecido como Nichkhun (em coreano:  닉쿤), é um cantor e ator tailandês-americano, que tornou-se famoso como membro do grupo sul-coreano 2PM, gerenciado pela JYP Entertainment.

## Discografia
Canções em Tailandês
- 2008: "We Become One"
- 2009: "Let's Take a Break"
- 2009: "Cute"
- 2015: "Wan Nun Wan Nee Wan Nhai" (featuring Taecyeon)

Canções em Coreano
- 2011: "My Valentine" (com Taecyeon, Park Jin-young) (Trilha sonora de Dream High)
- 2014: "Love is True" (com Junho) (Faixa bônus do álbum Go Crazy! (Grand Edition))

Canções em Inglês
- 2012: "Let It Rain" (Faixa bônus do álbum Legend of 2PM)

Canções em Japonês
- 2014: "So Wonderful"
- 2015: "Miss Wonderful"
- 2015: "Maybe You Are"

Colaborações
- 2011: "Touch (觸動)" com Wilber Pan (do álbum 808)

## Filmografia

### Dramas de Televisão
| Ano  | Título                       | Papel                       | Notas                 |
| ---- | ---------------------------- | --------------------------- | --------------------- |
| 2010 | All My Love                  | humano substituto de Ok Yub | Cameo (episódio 16)   |
| 2011 | Dream High                   | parceiro de Ri-ah           | Cameo (episódio 8)    |
| 2011 | Welcome to the Show          | ele mesmo                   |                       |
| 2014 | One and a Half Summer        | Zhang Hao                   |                       |
| 2014 | Kindaichi Shounen no Jikenbo | Mataichi                    | Filme japonês para TV |
| 2015 | Looking For Aurora           | Wang Yilin                  |                       |
| 2015 | Yes Sir My Boss              | Thai                        | Cameo (episódios 7-8) |
| 2015 | The Producers                | ele mesmo                   | Cameo (episódio 3)    |

### Filmes
| Ano  | Título                                 | Papel     |
| ---- | -------------------------------------- | --------- |
| 2012 | Ouran High School Host Club            | Lawrence  |
| 2012 | Seven Something                        | He        |
| 2012 | Beyond the ONEDAY ~Story of 2PM & 2AM~ | ele mesmo |
| 2014 | Five Eagle Brothers                    | Policial  |
| 2015 | Chalouis                               | Cameo     |
| 2015 | Forever Young, Gardenia in Blossom     | Cameo     |

### Programas de Variedades
| Ano          | Título                                                               | Emisssora           | Nota                                                   |
| ------------ | -------------------------------------------------------------------- | ------------------- | ------------------------------------------------------ |
| 2008         | Hot Blood Men                                                        | Mnet                | Ele mesmo (Pré-debut)                                  |
| 2008         | Yashimmanman Season 2                                                | SBS                 | Ele mesmo                                              |
| 2008         | Schoolympic Happy Sunday                                             | KBS                 | Ele mesmo                                              |
| 2009         | 2PM Wild Bunny                                                       | Mnet                | Ele mesmo                                              |
| 2009         | Sunday Sunday Night                                                  | MBC                 | Ele mesmo ; "Body Body Body"                           |
| 2009         | The Woody Show                                                       | Modernine TV (Thai) | Convidado                                              |
| 2009         | M! Wide                                                              | Mnet                | Ele mesmo ; Segmento Câmera Escondida "Girl Punch!"    |
| 2009–present | Star King                                                            | SBS                 | Ele mesmo                                              |
| 2010         | Idol Star Athletics Championships                                    | MBC                 | competidor (com 2PM)                                   |
| 2010         | We Got Married                                                       | MBC                 | ele mesmo (com f(x)'s Victoria), Khuntoria             |
| 2010         | Running Man                                                          | SBS                 | convidado; Episódios 4-5, 19, 40, 50-51, 104, 195, 248 |
| 2010         | M! Countdown                                                         | Mnet                | MC                                                     |
| 2010         | Happy Together                                                       | KBS2                | convidado                                              |
| 2010–2013    | Strong Heart                                                         | SBS                 | convidado                                              |
| 2011         | 2PM SHOW                                                             | SBS                 | ele mesmo                                              |
| 2011         | Running Man                                                          | SBS                 | Episódios 50, 51 (Tailândia); com Kim Min-jung         |
| 2011         | Dream Team                                                           | KBS                 | Episódios 33, 57, 59                                   |
| 2012         | KOICA's Dream                                                        | MBC                 | ele mesmo                                              |
| 2012         | The Woody Show                                                       | Modernine TV        | convidado                                              |
| 2012         | Night Society Show                                                   | Channel 3           | convidado                                              |
| 2013         | Incarnation                                                          | SBS                 | com Taecyeon e Chansung                                |
| 2013         | Vitamin                                                              | KBS2                | com Taecyeon e Wooyoung                                |
| 2013         | Mamma Mia                                                            | KBS                 | ele mesmo                                              |
| 2013         | National Talk Show Hello                                             | KBS2                | ele mesmo                                              |
| 2013         | Hwasin – Controller of the Heart ("Strong Heart 2")                  | SBS                 | com Taecyeon e Chansung                                |
| 2013         | Superstar China                                                      | HBTV                | Apresentador                                           |
| 2013         | Our Neighborhood Arts and Physical Education (Cool Kiz on The Block) | KBS                 | Convidado (com Chansung e Wooyoung)                    |
| 2014         | Music Billboard                                                      | BTV                 | convidado                                              |
| 2014         | C-radio idol true colors                                             | MBC 900AM           | convidado                                              |
| 2014         | Star Talk                                                            | iTQQ                | convidado                                              |
| 2014         | Sina TV                                                              | Sina                | convidado                                              |
| 2014         | Toudou Show                                                          | Tudou               | convidado                                              |
| 2014         | God&Goddess                                                          | Youku               | convidado                                              |
| 2014         | Tonight 80's Show                                                    | Dragon TV           | com Wei Da Xun                                         |
| 2014         | Music Billboard                                                      | BTV                 | Convidado; Segmento Especial                           |
| 2014         | All Star Show                                                        | Youku               | ele mesmo                                              |
| 2014         | Dream Music Charity Event                                            | CGV                 | ele mesmo                                              |
| 2014         | Happy Camp                                                           | HBS                 | com Wooyoung                                           |
| 2014         | SBS Gayo Daejun                                                      | SBS                 | MC com L, Jung Yong-hwa, Mino, Baro e Song Ji-hyo      |
| 2014         | If You Love!                                                         | HBTV                | Episódios 1, 2 (Cameo)                                 |
| 2014         | Brave Heart                                                          | BTV                 | Convidado                                              |
| 2015         | Idol Star Athletics Championships                                    | MBC                 | com Chansung                                           |
| 2015         | Yes Sir, My Boss                                                     | True4U              | Episódios 7, 8 (Cameo)                                 |
| 2015         | Youth Trainee                                                        | Zhejiang Television | com Wang Dongcheng, Shang Wenjie e Li Quan             |
| 2015         | Running Man                                                          | SBS                 | Episódio 248 (com Henry, Kangnam, Amber, e Joon Park)  |
| 2015         | Running Man                                                          | SBS                 | Episódio 256 (com 2PM and Baek Jin-hee)                |
| 2015         | Dream Team (China)                                                   | KBS                 | com Chansung, Junjin, Chae Yeon, 2AM, Sandeul, EXID    |
| 2015         | SIXTEEN                                                              | Mnet                | Convidado Especial                                     |

### Aparição em Videoclipes
| Ano  | Título da Canção    | Artista(s)   |
| ---- | ------------------- | ------------ |
| 2007 | "Irony"             | Wonder Girls |
| 2010 | "The End is Coming" | 8Eight       |
| 2010 | "This Christmas"    | JYP Nation   |
| 2011 | "Touch (觸動)"      | Wilber Pan   |
| 2011 | "Push"              | The ETC Band |

## Premiações
| Ano  | Prêmios                                                                    |
| ---- | -------------------------------------------------------------------------- |
| 2009 | - 2009 MNet 20s Choice Awards: Hot Mr. Beauty Award (Prêmio de Sr. Beleza) |
| 2010 | - 2010 MBC Entertainment Awards: Popularity Award (Prêmio de Popularidade) |